# Canton de Bayonne-1
Le canton de Bayonne-1 est une circonscription électorale française du département des Pyrénées-Atlantiques.

## Histoire
Un nouveau découpage territorial des Pyrénées-Atlantiques entre en vigueur à l'occasion des élections départementales de 2015. Il est défini par le décret du 25 février 2014, en application des lois du 17 mai 2013 (loi organique 2013-402 et loi 2013-403). Les conseillers départementaux sont, à compter de ces élections, élus au scrutin majoritaire binominal mixte. Les électeurs de chaque canton élisent au Conseil départemental, nouvelle appellation du Conseil général, deux membres de sexe différent, qui se présentent en binôme de candidats. Les conseillers départementaux sont élus pour 6 ans au scrutin binominal majoritaire à deux tours, l'accès au second tour nécessitant 12,5 % des inscrits au 1er tour. En outre la totalité des conseillers départementaux est renouvelée. Ce nouveau mode de scrutin nécessite un redécoupage des cantons dont le nombre est divisé par deux avec arrondi à l'unité impaire supérieure si ce nombre n'est pas entier impair, assorti de conditions de seuils minimaux. Dans les Pyrénées-Atlantiques, le nombre de cantons passe ainsi de 52 à 27.
Le canton de Bayonne-1 est formé d'une fraction de la commune de Bayonne et d'une de celle d'Anglet. Il est entièrement inclus dans l'arrondissement de Bayonne. Le bureau centralisateur est situé à Bayonne.

## Représentation
| Période élective | Période élective | Mandat | Mandat           | Identité          | Nuance | Nuance | Qualité                                                                                        |
| ---------------- | ---------------- | ------ | ---------------- | ----------------- | ------ | ------ | ---------------------------------------------------------------------------------------------- |
| 2015             | 2021             | 2015   | 2017 (démission) | Florence Lasserre |        | MoDem  | Formatrice à EDF Adjointe au maire d'Anglet (2014-2017) Députée depuis 2017                    |
| 2015             | 2021             | 2015   | 2021             | Claude Olive      |        | LR     | Fonctionnaire Maire d'Anglet depuis 2014 1er Vice-Président Délégué à l'Habitat et au Logement |
| 2015             | 2021             | 2017   | 2021             | Sylvie Meyzenc    |        | LR     | Consultante en communication Conseillère municipale déléguée de Bayonne                        |
| 2021             | 2028             | 2021   | en cours         | Sylvie Meyzenc    |        | HOR    | Conseillère sortante. Membre d'Horizons                                                        |
| 2021             | 2028             | 2021   | en cours         | Claude Olive      |        | LR     | Conseiller sortant, Vice-Président du conseil départemental                                    |

### Résultats détaillés

#### Élections de mars 2015
À l'issue du 1er tour des élections départementales de 2015, deux binômes sont en ballottage : Florence Lasserre et Claude Olive (Union de la Droite, 48,26 %) et Mokrane Oukhemanou et Sandra Pereira (Union de la Gauche, 22,31 %). Le taux de participation est de 51,22 % (8 490 votants sur 16 574 inscrits) contre 52,8 % au niveau départemental et 50,17 % au niveau national.
Au second tour, Florence Lasserre et Claude Olive (Union de la Droite) sont élus avec 66,22 % des suffrages exprimés et un taux de participation de 50,8 % (5 225 voix pour 8 419 votants et 16 573 inscrits).

#### Élections de juin 2021
Le premier tour des élections départementales de 2021 est marqué par un très faible taux de participation (33,26 % au niveau national). Dans le canton de Bayonne-1, ce taux de participation est de 36,23 % (6 363 votants sur 17 565 inscrits) contre 38,82 % au niveau départemental. À l'issue de ce premier tour, deux binômes sont en ballottage : Sylvie Meyzenc et Claude Olive (LR, 51,36 %) et Bernard Marti et Elise Wilbois (Union à gauche avec des écologistes, 21,67 %).
Le second tour des élections est marqué une nouvelle fois par une abstention massive équivalente au premier tour. Les taux de participation sont de 34,36 % au niveau national, 40,13 % dans le département et 37,98 % dans le canton de Bayonne-1. Sylvie Meyzenc et Claude Olive (LR) sont élus avec 65,09 % des suffrages exprimés (4 121 voix pour 6 673 votants et 17 568 inscrits),,.

## Composition
| Nom                             | Code Insee | Intercommunalité  | Superficie (km2) | Population (dernière pop. légale)                | Densité (hab./km2) | Modifier                                    |
| ------------------------------- | ---------- | ----------------- | ---------------- | ------------------------------------------------ | ------------------ | ------------------------------------------- |
| Bayonne (bureau centralisateur) | 64102      | CA du Pays Basque | 21,68            | Fraction : 6 312 (2022) Commune : 53 312 (2022)  | 2 459              | modifier les données · modifier les données |
| Anglet                          | 64024      | CA du Pays Basque | 26,93            | Fraction : 16 025 (2022) Commune : 42 288 (2022) | 1 570              | modifier les données · modifier les données |
| Canton de Bayonne-1             | 6404       |                   |                  | 22 337 (2022)                                    |                    | modifier les données                        |

Le canton de Bayonne-1 comprend :
1. la partie de la commune de Bayonne située au nord d'une ligne définie par l'axe des voies et limites suivantes : depuis la limite territoriale de la commune d'Anglet, boulevard d'Aritxague, giratoire Les Pontots, avenue Marcel-Dassault, avenue du Maréchal-Soult, avenue des Allées-Paulmy, ligne droite se prolongeant jusqu'au cours de l'Adour, cours de l'Adour, jusqu'à la limite territoriale de la commune d'Anglet ;
2. la partie de la commune d'Anglet non comprise dans le canton d'Anglet.

## Démographie
En 2022, le canton comptait 22 337 habitants, en évolution de +7,89 % par rapport à 2016 (Pyrénées-Atlantiques : +3,78 %, France hors Mayotte : +2,11 %).
| 2013   | 2018   | 2022   |
| ------ | ------ | ------ |
| 20 373 | 21 484 | 22 337 |